# Kamen Opasnosti
Kamen Opasnosti (rus. Камень Опасности, japanski: 二丈岩Nijouiwa) je otočna skupina stijena u tjesnacu La Pérouse, u Ohotskom moru.

## Geografija
Kamen Opasnosti nalazi se oko 14 km jugoistočno od rta Crillon, najjužnije točke otoka Sahalin.
To je mala skupina golih stijena, bez vegetacije. Duljina mu je 150 metara, širina 50 metara, a njegova najviša točka je cca. 8 m/nm.
Stijene su bile velika prepreka pomorskom prometu u tjesnacu La Pérouse, pogoršana čestim gustim maglama ljeti. Kako bi izbjegli mogući sudar, brodovi su morali postaviti dio svoje posade na stražu kako bi locirali Kamen Opasnosti slušajući riku morskih lavova koji na njemu žive. Svjetionik je konačno izgrađen na stijenama 1913. godine, za vrijeme japanske uprave nad ovim područjem.